# ブランディ・ステーションの戦い
ブランディステーションの戦い（のたたかい、英:Battle of Brandy Station、またはフリートウッドヒルの戦い、英:Battle of Fleetwood Hill）は、南北戦争で、すなわちアメリカの国土で起こった大半が騎兵同士の戦闘としては最大のものである。ゲティスバーグ方面作戦の初め1863年6月9日に、北軍アルフレッド・プレソントン少将の騎兵隊と南軍J・E・B・スチュアート少将の騎兵隊との間の戦いだった。
プレソントンはブランディステーションでスチュアートの騎兵隊に夜明けの急襲を掛けた。まる1日続く戦闘で何度も攻守ところを変え、最後に北軍が撤退したが、ロバート・E・リー将軍の歩兵部隊がカルペパー近くで宿営しているのを見付けられなかった。この戦闘によって、東部戦線のそれまでは南部優勢で推移していた騎兵同士の戦いの様相が変わった。戦争のこの時点から北軍の騎兵隊は力強さと自信を得るようになった。

## 背景
南軍の北バージニア軍は1863年5月のチャンセラーズヴィルの戦いにおける勝利の後、バージニア州カルペパー郡に雪崩れ込んだ。ロバート・E・リー将軍の指揮の下に、軍隊はカルペパー周辺に集合し、ペンシルベニア州侵攻のための準備をした。この軍隊には常に飢えとお粗末な装備という敵が見え隠れしていた。リーは北部を攻撃して、軍隊のために馬、装備と食料を確保することにした。フィラデルフィア、ボルティモアおよびワシントンD.C.といった大都市に脅威を与えれば、北部で膨らみつつある休戦運動を奨励できる可能性があった。6月5日までにジェイムズ・ロングストリートとリチャード・イーウェル各中将が指揮する2個歩兵軍団がカルペパー周辺で宿営していた。カルペパーの6マイル (10 km)北東にはラッパハノック川の前線を守って、スチュアートの騎兵隊が露営しており、敵の急襲から南軍を遮蔽していた。
南部騎兵の大半はブランディステーション近くで宿営していた。スチュアートは「突撃する騎兵」とか「美しいサーベルを持った騎兵」という評判に相応しく、リー将軍によるその部隊の野戦演習の査察を求めた。6月5日に行われたこの大演習には、9,000名近い騎兵と4個騎馬砲兵大隊が参加し、ブランディステーションから約2マイル (3 km)南西のインレットステーションでの模擬戦闘が行われた（この演習場は1863年の当時そのままに今も残っており、唯一つバージニア警察署がその一画に建っている）。
しかし、リー将軍はこの演習に参加できなかったので、6月8日にもリーの前で繰り返された。ただし、模擬戦闘は無く、単純な行進に限られた。その行動レベルが低かったにも拘わらず、現場にいた騎兵や新聞記者の中には、スチュアートがやっていることが全て自我を満足させているだけで、馬を疲れさせていると不平を言う者もいた。翌日リーはスチュアートに、ラッパハノック川を越えて北軍の前哨陣地を襲い、南軍が北へ動くときの監視や妨害から遮蔽するように命令された。これから起こる攻勢を予測したスチュアートは、その疲れている騎兵達にブランディステーション近くの露営に戻るよう命令した。

## 対戦した戦力とプレソントンの作戦
ブランディステーション周辺にいたスチュアートの約9,500名の部隊は、ウェイド・ハンプトン、W・H・F・"ルーニー"・リー、ビバリー・H・ロバートソンおよびウィリアム・E・"グランブル"・ジョーンズ各准将とトマス・T・マンフォード大佐（フィッツフュー・リー准将がリューマチの発作に襲われたときはリーの旅団を指揮した）の5個騎兵旅団と、ロバート・F・ベッカム少佐が指揮するスチュアート騎馬砲兵6個大隊で構成されていた。
南軍には知られないうちに、北軍は11,000名がラッパハノック川の対岸に集結した。アルフレッド・プレソントン少将はポトマック軍の騎兵軍団を指揮し、その複合部隊を2つの「翼」にわけ、それぞれジョン・ビュフォードとデイビッド・グレッグ准将に指揮させ、さらに第5軍団から複数の歩兵旅団で補強していた。ビュフォードの翼はプレソントンも同行し、ビュフォードの第1騎兵師団、チャールズ・J・ホワイティング少佐の予備役旅団およびアデルバート・エイムズ准将の歩兵旅団3,000名で構成された。グレッグの翼はアルフレッド・D・ダッフィー大佐の第2騎兵師団、グレッグ自身が率いる第3騎兵師団およびデイビッド・A・ラッセル准将が率いる歩兵旅団で構成された。
ポトマック軍指揮官ジョセフ・フッカー少将はカルペパー周辺に敵の騎兵がいることは北軍の供給線を襲撃するために準備していることを示すものと解釈できた。これに対応するためにプレソントン隊に南軍に対して「妨害攻撃」あるいは「追っ払い破壊する」ことを命じた。プレソントンの攻撃作戦は、敵に対して2方向から進軍することが必要だった。ビュフォード翼はブランディステーションの北東2マイル (3 km)のビバリー・フォードで川を渉り、同時にグレッグ翼は南東の6マイル (10 km)下流にあるケリー・フォードで川を渉ることとした。プレソントンの予測では南軍騎兵隊は両翼包囲で急襲され、勢力で劣勢となり、打ち破られるとしていた。しかし、プレソントンは敵の正確な配置を知らず、自隊が直面する南軍よりかなり勢力で勝っているものと思いこんでいた。

## 戦闘
6月9日の午前4時半頃、ビュフォード翼は深い霧の中でラッパハノック川を渉り、ビバリー・フォードにいた南軍の前哨隊を蹴散らした。プレソントン軍はこの日最初の大きな奇襲を成し遂げた。ジョーンズの旅団は近くで起こった銃声に起こされ、着の身着のままで多くは馬に鞍も置かず現場に駆け付けた。南軍はビバリー・フォード道路の屈曲部で北軍の先導旅団ベンジャミン・F・デイビス大佐の旅団を襲い、一時的にその進行を止め、さらにそれに続く戦闘でデイビスが戦死した。デイビスの旅団はスチュアート騎馬砲兵隊が宿営し捕獲される危険性があった場所の直ぐ近くで停止していた。南軍の砲手達が1，2門の大砲を振り向け、ビュフォード翼の部隊がいる道に向けて発砲し、他の部隊が逃げてその後の南軍前線となる基礎を構築することを可能にした。砲台はビバリー・フォード道路の両側にある2つの小山の上に置かれていた。ジョーンズ隊がこの南軍の砲台線の左に結集し、ハンプトンの旅団が右側に集まった。第6ペンシルベニア騎兵隊がセントジェームズ教会の大砲に突撃し、この戦闘に参加した連隊の中では最大の損失を蒙った。南軍兵の何人かは後に、第6ペンシルベニア騎兵隊の突撃は、この戦争の中でも「素晴らしく栄光に満ちた」騎兵突撃だったと証言した（南北戦争の多くの戦いでは、騎兵は戦闘に突入すれば馬から降りて基本的に歩兵として戦うのが常だった。しかしこの戦闘では、急襲と混乱のためにほとんど乗馬したまま突入した）。
ビュフォードは南軍の左に回り、ブランディステーションに真っ直ぐ繋がる道を塞ぐ砲台を取り除こうとした。しかし、ルーニー・リーの旅団が行く手に立ち塞がり、ある兵士はユーリッジに居り、ある騎兵は下馬して正面の石壁に沿って構えていた。北軍はかなりの損失を負いながらもその石壁から南軍を排除した。続いて、ビュフォード隊にとっては驚かされたことに、南軍が後退を始めた。南軍はグレッグの北軍騎兵師団約2,800名が到着したために反応したものであり、この日2番目の急襲だった。グレッグは、ビュフォード隊がビバリー・フォードを渉るのに合わせて、夜明けにケリー・フォードを渉るつもりだったが、分散した場所から兵士を集めたり、ダッフィー師団が道に迷ったりしたために、2時間を費やしていた。直接ブランディステーションに繋がる道を進むつもりだったが、その道が南軍のロバートソン旅団に塞がれていることがわかった。グレッグは回り道だが防御の無い道を見付け、この道を辿るとパーシー・ウィンダム大佐の先導旅団が午前11時ころにブランディステーションに到着した。グレッグ隊とセントジェームズ教会の戦場の間にはフリートウッドヒルと呼ばれる突き出た尾根があり、そこに前夜はスチュアートの作戦本部があった。スチュアートとその参謀の大半はこの時までに前線に出ており、グレッグ隊が到着した時には弾薬が不適切だったために残された6ポンド榴弾砲が1門あるだけだった。スチュアートの副官、ヘンリー・B・マクレラン少佐がジョン・W・カーター中尉とその砲兵班（ロバート・P・チュー大尉の砲兵隊）を呼んで丘の頂上に登らせ、使えるだけのわずかな砲弾を使って戦闘を開始し、一方スチュアートに緊急援軍を要請する伝令を送った。カーターの数発の砲弾で北軍の進軍を遅らせ、北軍は散兵を送って砲撃を返した。ウィンダム隊がフリートウッドヒルの西斜面を駆け上がり頂上に近付いたときに、セントジェームズ教会から後退してきたばかりのジョーンズ旅団の先導隊が丘の頂上に乗り入れてきた。
グレッグの次の旅団、ジャドソン・キルパトリック大佐が率いる部隊がブランディステーションの東に回り込みフリートウッドヒルの南端と東斜面に攻撃を掛けると、その登場がハンプトン旅団の到着と時を同じくすることになった。丘の上を混乱した突撃や反撃が何度も行ったり来たりした。南軍が最終的に丘を制し、3門の大砲を捕獲し、北軍騎兵隊に近距離から援護射撃を行っていた第6ニューヨーク軽装歩兵連隊36名中30名の損失を出させた。ダッフィー大佐の1,200名という小さな師団はステーブンズバーグ近くで南軍の2個連隊のために遅らされ、戦場にかなり遅く到着したので戦闘に影響を及ぼせなかった。
ジョーンズとハンプトンがフリートウッドヒルで戦うために当初の陣地から退く一方、ルーニー・リーはビュフォード隊と対戦し続け、丘の北端に後退した。ルーニー・リーはフィッツフュー・リーの旅団に支援されてビュフォード隊に対する反撃を始めたその時に、日没が近かったためにプレソントンは全軍退却を命じ、10時間に及ぶ戦闘が終わった。

## 戦闘の後
北軍の損失は907名（戦死69名、負傷352名、不明だが主に捕虜486名）だった。南軍の損失は総数で523名だった。この戦争では最大の騎兵主体の戦闘に両軍併せて約20,500名が参戦した。損失の中には太腿に重傷を負ったロバート・E・リーの息子ルーニー・リーが含まれていた。ルーニー・リーはハノーバー・コートハウスに近い農園、ヒッコリーヒルに送られ、そこで6月26日に捕虜となった。
スチュアートはこの戦闘で終日戦場を保持し、プレソントンの攻撃を撃退したので、南軍の勝利と主張した。南部の新聞はこの結果について一般に否定的だった。「リッチモンド・エンクワイアラー」紙は「スチュアート将軍が先の敵の壮挙によって世評に訴えることは無かった」と書いた。「リッチモンド・イグザミナー」紙はスチュアートの指揮が「得意になった騎兵」であり、「手抜きと悪い管理のなせる業」と表現した。
プレソントンの部下の士官たちはブランディステーションで攻撃的にスチュアート軍を打ち破らなかったことで批判した。フッカー少将はプレソントンに南軍騎兵隊をカルペパー近くで「追っ払い破壊する」ことを命じたが、プレソントンは「カルペパー方面の威力偵察」を行うことを命じられただけだと主張し、その行動を合理化していた。
南北戦争では初めて、北軍の騎兵隊が技術を決断力で南軍と対等になった。スチュアート軍が2度も急襲を受けたという屈辱は騎兵隊に起こってはならないこととされており、ゲティスバーグ方面作戦のその後でスチュアートを待ち受ける当惑させるような事項の前兆となった。

## 戦場跡の保存
ブランディステーション基金はブランディステーション戦場跡を開発から保護するために作られた。クラーク・B・ホールに拠れば、「小さな市民集団がカルペパーの東部ラッパハノック川の直ぐ南にある小さな家でコーヒーを飲みながら集まった。」時の経過とともにこの集まりが400人以上の会員を持つものに成長し、ビジネスパークや競馬場に変えようという試みから戦場跡を救うことやまたグラフィティハウスと呼ばれる歴史的建造物の保存の運動の基礎になってきた。1990年、アメリカ合衆国国立公園局がブランディステーションにおける歴史資源の地図を完成し、4つの異なる戦闘場所で1,262エーカー (5.1 km2)の保存を推薦した。
2008年、南北戦争保存信託がブランディステーション戦場跡でフリートウッドヒルの上に23エーカー (92 ha)の保存運動を始めた。その後南北戦争保存信託はフリートウッドヒルに次の26エーカー (104 ha)の土地を取得した。その発端以降もブランディステーション戦場跡で973エーカー (3.9 km2)の保存を働きかけている。